# Purushottama Deva
Vira Pratapa Purushottama Deva (Odia: ବୀରପ୍ରତାପ ପୁରୁଷୋତ୍ତୋମ ଦେବ) fue el segundo emperador del Gajapati de Odisha que gobernó desde 1467 hasta 1497 C. E. Fue el segundo gobernante del Reino Gajapati Suryavamsa. Su padre Gajapati Kapilendra Deva Routaraya lo eligió como su heredero para gobernar el Imperio de Odishan a orillas del río Krishna donde expiró. Esta decisión enfureció al hermano mayor, Hamvira Deva, que era un guerrero aguerrido y exitoso que cumplía con la tarea de conquistar los territorios del sur y las expediciones contra el reino de Vijayanagara como deseaba su padre.
Existe una leyenda que dice que cuando, bajo la guía divina, Kapilendra Deva anunció que nombraba a Purushottama como heredero, los dieciocho hijos mayores, enfadados, lanzaron lanzas a Purushottama, y todas fallaron. Purrushotama Deva es también el personaje principal de la leyenda de Kanchi Kaveri Upakhyana (poema) escrito por el poeta Purushottam Das en el siglo XVI y posteriormente traducido al bengalí por el poeta bengalí Rangal Bandyopadhyay. Esta leyenda también es popular entre los devotos hindúes de la tradición de culto a Jagannath de Odisha.

## Logros militares y expansiones territoriales
Hamvira Deva ("hijo mayor de Kapilendra Dev" y heredero del trono) se rebeló contra Purrushotama al subir al trono del imperio. Purrushotama contaba con una fortificación militarmente ventajosa, el fuerte Barabati de Cuttack, que a su vez también estaba protegido por una serie de otras extensas fortificaciones y campamentos de las fuerzas de Gajapati. Para colmo, Saluva Narasimha del Vijayanagara había atacado y tomado porciones del Imperio Odishan como Kondapalli y Rajamundry en medio de este conflicto interno de la familia gobernante.

### Conflicto con Hamvira Deva y el sultanato Bahamani (1467-1472 d.C.)
Hamvira solicitó un tratado con el enemigo de Gajapati, el sultán Bahamani Muhammad Shah Lashkari o Muhammad Shah III. Dispuesto a capturar Rajamundry y Kondapalli, Muhammad Shah puso condiciones para que Hamvira Deva aceptara su soberanía cuando se convirtiera en el gobernante de Odisha y cediera los territorios deseados del imperio de su padre. Este trato entre Hamvira y Muhammad Shah ha sido mencionado en las obras de Ferishta y Sayid AliTaba Taba. El sultán Bahamani envió a su comandante Hussain Bheiry con tropas para apoyar a Hamvira en el derrocamiento de Purrushotama. Ganando el apoyo de las fuerzas del Bahamani, Hamvira Deva se declaró Gajapati en el año 1472. Purrushotama perdió más de la mitad del imperio de su padre en los primeros años a manos de Hamvira y las fuerzas de Bahamani. Hamvira se convirtió en un Gajapati doble en las partes del sur de Odisha y trató de invadir la capital de Odisha gobernada por su hermano, pero fue derrotado.

### Recuperación de los territorios perdidos de Bahamanis en 1476-1484 AD
Hamvira había cedido Rajamundry y Kondapalii al sultanato Bahamani en el que Hussain Bheiry, fue nombrado gobernador y Hamvira gobernó como un rey vasallo bajo ellos. En el año 1476, el sultanato de Bahamani se debilitó debido a los conflictos internos y a una grave hambruna. Aprovechando esta situación como una oportunidad perfecta, Purrushotama Deva lanzó una ofensiva desde el norte y derrotó a su hermano mayor Hamvira, expulsó a las guarniciones de Bahamani y recuperó Rajamundry y Kondapalli para su imperio. Ferishta escribe que debido a la grave mala gestión en medio de la hambruna en las regiones de Telegana hasta Rajamundry por parte de los gobernantes Bahamani, Saluva Narasimha de Vijayanagara había ayudado a algunas rebeliones internas. Sayid AliTaba Taba escribe que cuando las fuerzas de Purrushotama llegaron a la región, la guarnición del fuerte de Kondavidu se rebeló y mató a su general antes de poner a Hamvira al mando. Hamvira no sólo se rindió ante su hermano, sino que resolvió ayudarle en sus futuras expediciones.
Una inscripción de Purushottam Deva fechada en 1484 afirma que Azam Khan regaló la aldea de Mutukumalli situada en el taluq de Vinukonda del distrito de Guntur a Purushottam con motivo de un eclipse lunar. Tras enfrentarse a las fuerzas de Bahamani y a su rebelde hermano mayor, Purrushotama dirigió su atención hacia los territorios del sur, que Saluva Narasimha de Vijayanagara conquistó en medio del conflicto interno con su hermano mayor. Capturó el delta del río Krishna- Godavari, partes de Telegana y amplió su marcha hasta Fuerte de Udayagiri donde encarceló al gobernante de Vijayanagara.

### Guerra con Vijayanagara y hostilidades de Saluva Narasimha Deva Raya

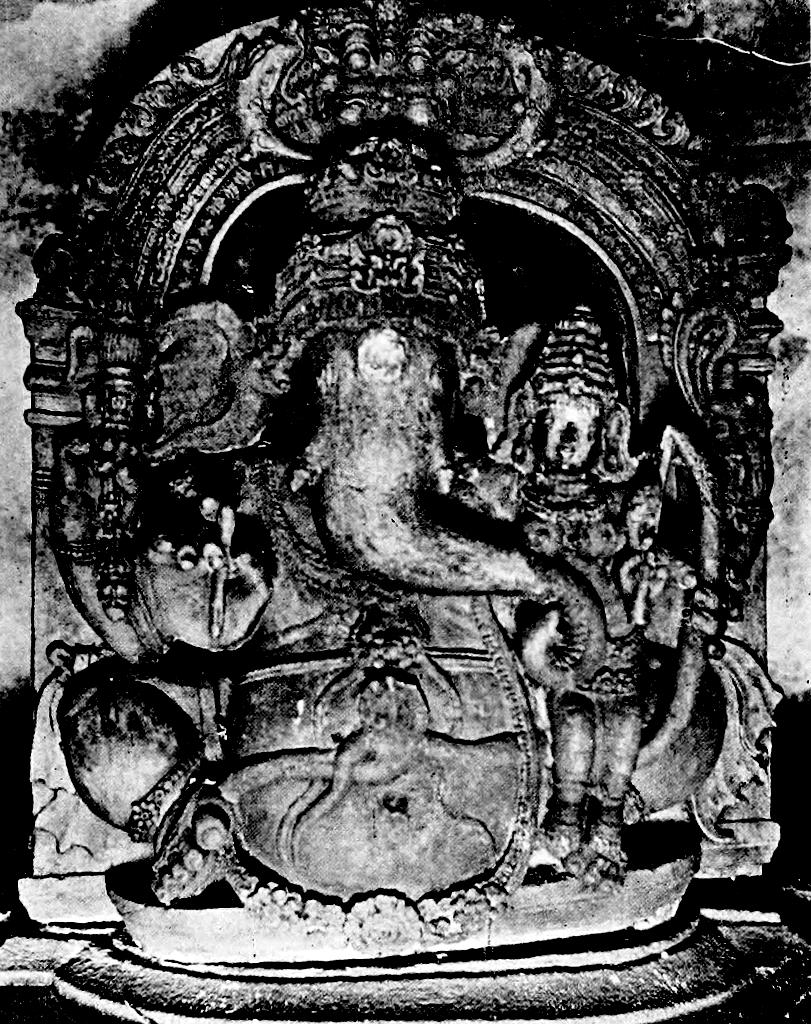
El ídolo Uchhista o Kanchi Ganesha del templo de Jagannath fue traído por Gajapati Purushottama Deva como trofeo de victoria de su expedición a Kanchipuram

Mientras se desarrollaba la guerra civil y el conflicto con los bahamaníes intervinientes, el gobernante de Vijayanagar, Saluva Narasimha Deva Raya para aprovechar la oportunidad de recuperar los territorios perdidos de ese reino de Odisha Gajapati. El gobernante de Vijayanagar declaró la guerra a Odisha en el año 1468 y atacó los territorios fortificados del sur de Udayagiri y Chandragiri situados en el actual distrito de Nellore y sus alrededores. En el intento inicial y como corroboración de la leyenda de la expedición Kanchi-Kaveri, las fuerzas de Odia perdieron su terreno y fueron derrotadas perdiendo muchos de ellos la vida. Saluvabhuigayam, una obra literaria sánscrita de la época, registra las hazañas del reino de Vijayanagara contra los Kalingas (reino de Odisha), mientras que en el Varaha Purana se hace otra referencia a que el general llamado Ishwara Nayaka capturó el fuerte de Udayagiri de las fuerzas de Odia estacionadas allí en nombre del gobernante de Vijayanagar. Los bahamanes habían capturado igualmente las partes del reino del sur de Odisha denominadas Rajamundry y Kondavidu durante la guerra civil de Gajapati. La crónica musulmana Burhan-i-Ma'sir afirma que el Narasimha Deva Raya avanzó hacia el norte con un ejército de 700 000 infantes malditos, 8500 elefantes como montañas de hierro para capturar Rajmahendry.

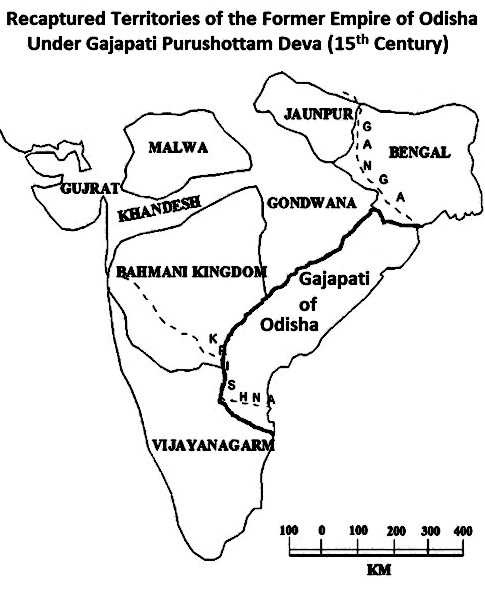
Territorio recapturado de Gajapati Purushottam Deva en el siglo XV

Tras la derrota de los bahamaníes, la rendición de Hamvira Deva y la reconquista de los fuertes de Rajmahendry y Kondavidu, Purushottam Deva lanzó un ataque a las regiones del sur para recuperar los territorios perdidos. Es comparable a la leyenda de Kanchi Kaveri que el Gajapati no consiguió avanzar mucho en el primer intento, pero en el segundo no sólo atacó Kanchi, la capital secundaria de Vijayanagar, sino que también encarceló a Saluva Narasimha Deva. El monarca de Vijayanagar fue liberado sólo con el intercambio de las regiones de Udayagiri y Chandragiri de vuelta a Gajapati y la alianza matrimonial con los Gajapatis asegurando que no hubiera más invasiones de la monarquía de Vijayanagar. Mientras su regreso de la última expedición a Kanchi, Gajapati Purushottama Deva trajo ídolos de las deidades Uchhista Ganesha y Gopala que ahora están instalados dentro de las instalaciones del templo Jagannath junto con ídolos de diosas como Tarini, Karunei y Barunei como símbolos de su victoria.

#### La famosa leyenda de la expedición Kanchi-Kaveri
La guerra de Purrushotama Deva en el sur con el gobernante de Vijayanagar Saluva Narasimha Deva Raya está inmortalizada a través de la leyenda de Kanchi - Kaveri Upakhyan en el culto espiritual de Jagannath en Odisha. Según la leyenda, Saluva Narasimha (también identificado como Kalabargeswara) había enviado emisarios a Odisha por interés de Purrushotama Deva para casarse con su hija Padmavati (también conocida como Rupambika). Los emisarios habían llegado en el auspicioso día del festival Rath Yatra del señor Jagannath y fueron testigos de cómo Purrushotama Deva realizaba la ceremonia de barrido del carro del señor con un palo de escoba dorado. Los reyes de Odisha eran conocidos como Routa y Routaraya, que significaban siervo de y rey siervo al servicio del señor Jagannath. El ritual de Chera Pahara o barrer el carro del señor en la auspiciosa ocasión del Rath Yatra era una representación simbólica de la posición de los reyes de Odisha como suplentes del señor que era declarado como el verdadero gobernante del imperio. Enfurecido por este acto de barrido más allá de su comprensión, como informaron los emisarios, Saluva Narasimha envió un mensaje de que nunca daría a su hija en matrimonio a un barrendero. Esto no sólo fue un insulto a Purrushotama Deva sino también a la deidad Jagannath de Odisha.
Enfurecido por este insulto, Purrushotama invadió los territorios del sur de Kanchi y las zonas colindantes del río Kaveri que estaban controladas por Saluva Narasimha.  Fue derrotado y no tuvo éxito en el primer intento, regresó descorazonado como un hombre roto a su tierra natal Odisha y fue directamente al templo de Puri. Allí rezó al Señor pidiendo su ayuda divina para romper las líneas enemigas. Según la leyenda, el Señor Jagannath le aseguró que, junto con su hermano Balabhadra, cabalgaría con su ejército disfrazado cuando hiciera el segundo intento. En el segundo intento Kanchi fue capturado, Saluva Narasimha fue derrotado y su hija Padmavati fue traída como prisionera. La leyenda dice además que los dioses Jagannath y Balarama se adelantan al ejército. Piden comida a una mujer lechera, Manika, y Jagannath da su anillo en prenda de que Purushottama pagará por ellos. Cuando Purushottama se encuentra con Manika, se alegra de que los dioses vayan delante de él y la honra con el pueblo Manika Patana. Bendecido por los dioses, derrota a Saluva Narasimha, conquista Kanchi y toma cautiva a la princesa Padmavati junto con una estatua de Ganesha y Gopala. Purushottama ordena a su primer ministro que entregue a la princesa en matrimonio a un perfecto barrendero. En el siguiente Ratha Yatra, Purushottama barre uno de los carros con una escoba de oro, el astuto primer ministro anuncia que ha encontrado al barrendero perfecto para la princesa y el rey se casa con su nueva reina del imperio de Odisha.

## Actividades constructivas y contribución cultural
Durante el reinado de Purushottama Deva hubo un florecimiento de la poesía con un número de obras que fueron escritas por él mismo en sánscrito. Gajapati Purushottam Deva era un erudito de la literatura sánscrita y se le atribuye haber escrito muchas escrituras por su cuenta durante este tiempo.
Las obras individuales de Purushottam Deva incluyen;
- Abhinava Gitagovinda
- Nama Malika
- Mukti Chintamani
- Abhinava Venisamhara
- Gopalapuja Paddhati
- Durgotsav
- Bishnu Bhakti Kaladruma
- Diccionario sánscrito llamado Trikanda Kosha

Fue durante su gobierno cuando el escritor de Sahitya Darpan, Biswanath Mohapatra encontró un lugar en su corte. Gajapati Purushotama Deva, después de su conquista de Kanchi y la experiencia divina del Señor Jagannath, construyó un templo en la aldea de Deulagaon, cerca del fuerte de Raibania, en el distrito de Balasore. En el templo, instaló dos ídolos de piedra de granito del señor Jagannath y Balarama como los hermanos montados a caballo y vestidos para la guerra. Hasta el día de hoy ambas deidades son adoradas allí como recuerdo de su victoria sobre Kanchi con la intervención divina.
Purushottama Deva estableció 16 Sasans (o administración local de brahmanes) en las orillas del río Mahanadi tras su victoria en la guerra. Cuatro de estas aldeas existentes de Elmapur, Patapur Sasan, Sriyapur Sasan y Satyabhamapur Sasan fueron donadas a Brhamins por sus otras cuatro reinas Elma Devi, Patamahadevi, Sriyadevi y Satybhamadevi donde el señor Jagannath sigue siendo adorado como deidad Dadhibaman como símbolo de la victoria.  Los ídolos de Uchistha o Kamada Ganesha y Gopala traídos como trofeo de la victoria sobre Kanchi por Purushottama Deva están ahora colocados en las instalaciones del templo de Jagannath en Puri.  Los muros de fortificación del templo Jagannath de Puri, como el muro interior Kurma Bedha y el muro exterior Meghanada Prachira, se completaron durante el gobierno de Purusottama Deva, aunque fueron iniciados por su padre. El Gajapati alentó las danzas folclóricas presentadas como servicio al señor Jagannath en el templo. Está registrado que la reina Padmavati recibió el premio Gopa Sandhi por sus servicios al señor Jagannath a través de su hábil baile. El Nata Mandapa y el Bhoga Mandapa se construyeron en las instalaciones del templo de Puri durante el gobierno de Purushottama Deva. También construyó el templo Sundara Madhava en Purushottampur del actual distrito de Ganjam. El Gajapati también renunció a los impuestos matrimoniales de la gente común en los territorios conquistados del sur de la India que existían como norma administrativa antes de él. 
Gajapati Purushottama Deva no sólo consiguió recuperar la mayoría de los territorios perdidos de su imperio heredado, sino que también conquistó nuevos territorios en las regiones del sur de la India. A pesar de la disputa con su rebelde hermano mayor, consiguió que Odisha se convirtiera en una potencia importante en el Decán y el sur de la India, mientras que los imperios Bahamani y Vijayanagar se disputaban la supremacía con él. Perdonó a su hermano Hamvira Deva y le dejó gobernar como representante y vasallo del Imperio Gajapati en los territorios del sur. No se enfrentó a ninguna amenaza de los reinos gobernados por los musulmanes del norte, como Bengala o Jaunpur, a diferencia de su padre y sucesor Prataprudra Deva, que acabaría luchando por mantener el imperio intacto mientras se enfrentaba a Krishna Deva Raya de Vijayanagar, los estados musulmanes de la India del Decán y Bengala. Su mínima atención a la frontera norte hizo que turcos como Sehjada y Mallick capturaran Bengala sin ninguna amenaza. Purushottama Deva estableció un control militar completo sobre una vasta región que comprendía Bengalí, Telugu, Carnatic y Tamil que hablaban, además de gente de Odia y contribuyó a la aversión de cualquier dinastía musulmana al gobierno directo en las provincias y territorios costeros del sureste de la India en el siglo XVI. Aunque su vida inicial transcurrió en batallas, consiguió fomentar y contribuir a la literatura, las actividades culturales y los proyectos de construcción de templos.
Los registros del templo Madala Panji de Jagannath en Puri afirman que Purushottama Deva hizo una donación de 2000 Kahanas de bayas al templo, lo que demuestra su devoción al señor Jagannath.